# Falsepilysta olivacea
Falsepilysta olivacea är en skalbaggsart som först beskrevs av Schwarzer 1931.  Falsepilysta olivacea ingår i släktet Falsepilysta och familjen långhorningar.
Artens utbredningsområde är Filippinerna. Inga underarter finns listade i Catalogue of Life.